# Francesco Zaza
Francesco Zaza (Monza, 1º febbraio 1984) è un cavaliere italiano. Ha rappresentato l'Italia ai Giochi olimpici estivi di Tokyo 2020 nel dressage individuale. Nel 2020 è divenuto campione italiano assoluto freestyle di dressage.